# RD-107-8D74
RD-107-8D74 – radziecki silnik rakietowy. Skonstruowany przez OKB Głuszko. Prace projektowe trwały od 1954 do 1955. Używany w latach 1957-1961 w ilości 140 sztuk. Podane oznaczenie utworzone zostało z oznaczenia konstruktora (RD-107) i oznaczenia rządowego (8D74). Silnik tego typu był podstawą działania pierwszych radzieckich rakiet.

## Wersja K
Zmodyfikowaną wersją tego silnika był silnik RD-107-8D74K. Rozwijany w latach 1957-1960. Pierwszy odnotowany lot odbył się w 1959, ostatni w 1991. Wyprodukowano go w liczbie 1952 sztuk.

## Wersja 1959
Kolejną modyfikacją był silnik RD-107-8D74-1959. Używany w latach 1960–1964 w ilości 52 sztuk.